# プリムノ (小惑星)
プリムノ (261 Prymno) は、小惑星帯に位置する大きな小惑星の一つ。B型小惑星に分類され、原始的であるがC型小惑星とは異なった成分を持つ。
1886年10月31日にアメリカ合衆国の天文学者、クリスチャン・H・F・ピーターズによりニューヨーク州クリントンで発見され、ギリシア神話に登場するオケアニデスの一柱にちなんで名づけられた。